# 富永理恵
富永 理恵（とみなが りえ、1965年 - ）は、日本の官能小説家。
愛知県生まれ。名古屋市在住。
2020年より官能小説の執筆活動を開始。
著者本人ヌード付き官能小説という他にあまり例を見ない電子書籍をAmazon Kindleにて3冊出版。
『書く・脱ぐ・読む』の一人三役をこなす官能小説家としてSNSで注目される。
より自由な表現の場としてホームページを2022年より開設し、1日も休まず毎日投稿している。

## 人物
なぜ官能小説を書くのか、また自身のヌード写真を発表するのかは、下記のように本人が言っている。
「性への飽くなき探究心と貪欲なまでの快感への固執は、いつから自分の中にあったのか…虚実を織り交ぜ、言葉を紡ぎながらその答えを探し続けています。」

## 著書
- 『The Door of Life』文芸社（2005.7.1）[2]
- 『サンタが夜這いにやってくる︎』Amazon Kindle　楽天kobo
- 『実録⁉︎ マッチング・アプリ体験談』Amazon Kindle　楽天kobo
- 『半夏生の頃』立花れい香の日記　Amazon Kindle

## 写真集
- 『Rie Tominaga - Sensual Photo Stories 1』